# Dendronephthya nigripes
Dendronephthya nigripes is een zachte koraalsoort uit de familie Nephtheidae. De koraalsoort komt uit het geslacht Dendronephthya. Dendronephthya nigripes werd in 1912 voor het eerst wetenschappelijk beschreven door Nutting. 